# Christianoconcha
Christianoconcha é um género de gastrópode  da família Punctidae.
Este género contém as seguintes espécies:
- Christianoconcha quintalia